# Härkeberga
Härkeberga é uma pequena localidade da Suécia, situada no sudoeste da província da Uppland, a 10 quilômetros a nordeste da cidade de Enköping. Esta aldeia paroquial em estilo tradicional, tem uma antiga residência rural do pároco, rodeada por 17 casas de madeira viradas para a rua da povoação. 

É conhecida pela igreja de Härkeberga, onde existem pinturas murais medievais do século XV da autoria de Alberto, o Pintor.